# Cirrocumulus undulatus
Cirrocumulus undulatus es una variedad de nube de la especie cirrocumulus, su nombre cirrocumulus undulatus viene del Latin, "undulatus" significando "ondulado".
Esta nube se caracteriza por ondulaciones perpendiculares al viento que aparecen en una nube cirrocumulo, estás ondulaciones se producen debido a cizalladura, que es el evento en el que la dirección y/o intensidad del viento cambia abruptamente con altura, normalmente solo cubren una pequeña porción del cielo, a veces, puede haber dos patrones diferentes de ondulaciónes. Los elementos de la nube que están organizados como líneas pueden ser de forma circular o pueden ser elongados.